# Leistungshalbleiter
Leistungshalbleiter (auch "elektronische Ventile") sind Halbleiterbauelemente, die in der Leistungselektronik für das Steuern und Schalten hoher elektrischer Ströme und Spannungen ausgelegt sind (mehr als 1 Ampere und Spannungen von mehr als etwa 24 Volt). Die Obergrenze der Größe sind jeweils mehrere Tausend Ampere und Volt.

Unterschiedliche Halbleiterbauelemente und deren maximale Ströme, Spannungen und Schaltfrequenzen

Dazu werden angepasste Varianten normaler Halbleiterbauelemente benötigt, da hohe Ströme und Spannung diese zerstören würden. Verwendet werden vornehmlich folgende Bauelemente:
- Leistungsdioden sind Schaltelemente, die den Strom prinzipiell nur in einer Richtung oder nur oberhalb eines bestimmten Spannungswertes durchfließen lassen. Sie werden häufig in Gleichrichter-Schaltungen verwendet.
- Thyristoren (kurz und im englischen auch genannt: GTO, "Gate-Turn-Off" oder SCR, "Silicon-Controlled-Rectifier")[3] sind Schaltelemente, die den Schaltpunkt durch eine steuerbare Spannung an einer Steuerelektrode beliebig und flexibel einstellen lassen. Sie sind neben dem Gleichrichter die typischsten Bauteile der Leistungselektronik. Sie haben die vielfältigsten Anwendungen zum Schalten, Steuern und Regeln.
- Triacs sind zwei Thyristorelemente in einem Bauteil, die gegenläufig parallelgeschaltet sind und gemeinsam gesteuert werden. Mit Triacs werden vor allem Wechselströme gesteuert und geschaltet.
- Leistungs-MOSFETs und IGBT-Bauteile sind Transistoren mit besonderen Schalt- und Leistungseigenschaften aufgrund ihrer atomaren Halbleiterstruktur.

## Technologie
Leistungsbauelemente (MOSFETs) werden heutzutage primär aus Silizium gefertigt. Neue Bauelemente basierend auf Materialien mit verbesserten Eigenschaften (vgl. auch Halbleiter mit breitem Bandabstand) werden eingeführt. Während der Entwicklung, werden die Halbleiterbauelemente diversen Prüfungen unterzogen, wie dem Doppelpulstest.

## Wirtschaft
Der Markt für Leistungshalbleiter wird auf ca. 28 Milliarden US-Dollar geschätzt. Die Umsätze mit Bauteilen basierend auf GaN oder SiC werden (Stand 2022) im ein- bis zweistelligen Milliarden Bereich eingeordnet.

## Anwendungsgebiete
Praxisbezogene Anwendungsgebiete von Leistungshalbleitern sind die Steuerung elektrischer Antriebe in der Verkehrstechnik und im Maschinenbau sowie die Umformung bzw. Anpassung von Spannung, Strom und Frequenz eines elektrischen Versorgungssystems an ein anderes bzw. an andere Größenwerte. Leistungshalbleiter werden zur Erhöhung der Stromtragfähigkeit parallel geschaltet (Parallelschaltung). Da dies mittels diskreter Bauelemente in Standardgehäusen (TO-220, TO-247) sehr aufwändig und unökonomisch ist, werden für komplexere Schaltungen Leistungsmodule (Power modules) verwendet. Diese beinhalten neben denen in einer bestimmten Schaltungstopologie verschalteten Leistungs-chips noch Strommesswiderstände (Shunts) sowie elektrische Kontakte und verfügen in vielen Fällen über eine elektrisch isolierende, thermisch jedoch gut leitfähige Grundplatte.